# Barcelona (album)
Barcelona – wydany w 1988 drugi solowy album Freddiego Mercury’ego. Został on nagrany razem z hiszpańską śpiewaczką operową Montserrat Caballé. 3 grudnia 2012 został wydany ponownie, zawierając remiksy nagrań.

## Historia powstania
Do spotkania z Montserrat Caballé doszło z inicjatywy Mercury’ego. Montserrat poprosiła Mercury’ego aby napisał utwór o jej rodzinnym mieście. Tak powstał tytułowy utwór „Barcelona”. Następnie zapadła decyzja o nagraniu całego albumu.
Praca nad albumem przebiegała w szczególny sposób. Montserrat odbywała w tym czasie tournée po całym świecie i nie mogła być w studiu razem z Freddiem, Mikiem Moranem i resztą muzyków. Dlatego nagrywała swoje partie na taśmy w przerwach pomiędzy występami i wysyłała je do studia z różnych miejsc na całym świecie, zależnie od tego gdzie akurat koncertowała. Wreszcie w 1988 r. album był gotowy i ujrzał światło dzienne 10 października pod nazwą „Barcelona”. Zawierał osiem duetów, będących połączeniem muzyki rockowej i operowej.
Początkowo na album miał trafić również utwór „Africa by Night”, na bazie którego Queen nagrał później „All God’s People”.

## Lista utworów
1. „Barcelona” – 5:37
2. „La Japonaise” – 4:49
3. „The Fallen Priest” – 5:46
4. „Ensueño” – 4:21
5. „The Golden Boy” – 6:04
6. „Guide Me Home” – 2:49
7. „How Can I Go On” – 3:51
8. „Overture Piccante” – 6:40

## Informacje o utworach

### Barcelona
Utwór został skomponowany przez Mercury’ego. W nagraniu udział wzięli: Homi Kanga i Laurie Lewis – skrzypce, Deborah Ann Johnston – wiolonczela, Barry Castle – róg oraz Frank Ricotti – perkusja. Utwór powstał z myślą o Igrzyskach Olimpijskich w Barcelonie. Mimo śmierci Mercury’ego, podczas otwarcia utwór został wykonany na żywo przez Montserrat, z głosem Mercury’ego z taśmy.
Russell Watson nagrał cover „Barcelony” na swój album The Voice.

### La Japonaise
Utwór nagrano 9 listopada 1987 (wczesne demo pochodzi z 1 września). Mercury napisał cały tekst, łącznie z częścią po japońsku, a niektóre fragmenty zaśpiewał falsetem.

### The Fallen Priest
Oryginalna wersja Mike’a Morana z wysokimi partiami wokalnymi Mercury’ego, nazywała się „Rachmaninov's Revenge” (dema pochodzą z 26 stycznia i 19 lutego). Następnie nazwę zmieniono na „The Duet” i w końcu na „The Fallen Priest” po napisaniu tekstu przez Tima Rice’a.

### Ensueño
Kiedy Mercury spotkał Caballé po raz pierwszy w marcu 1987, wraz z Moranem skomponował „Exercises In Free Love,” do którego Caballé dopisała tekst w następstwie czego w późniejszym czasie powstało właśnie „Ensueño”. Na prośbę Montserrat, Mercury śpiewa tu barytonem. Nigdy wcześniej, ani później tego nie robił.

### The Golden Boy
Nagranie powstało 1 grudnia 1987 (wczesne dema pochodzą z 2 maja i 9 listopada). Skład chóru: Madeline Bell, Debbie Bishop, Lance Ellington, Miriam Stockley, Peter Straker, Mark Williamson i Carol Woods. Peter Straker był przyjacielem Mercury’ego, a Miriam Stockley zaśpiewała później z Brianem Mayem. Autorem tekstu jest Tim Rice.

### Guide Me Home
Tytuł oryginalny: „Freddie's Overture”. Powstał jako jedna z ostatnich (wczesny 1988).

### How Can I Go On
Pochodzi z wiosny 1987. W albumie łączy się z poprzednim utworem. Na basie gościnnie zagrał John Deacon.

### Overture Piccante
Ten utwór powstał poprzez zmiksowanie pozostałych utworów z albumu.